# Edsson Olmos
Edsson Rafael Olmos Gutiérrez (ur. 14 lipca 1999) – meksykański zapaśnik walczący w stylu klasycznym. Zajął 41. miejsce na mistrzostwach świata w 2023 roku.
Dziewiąty na igrzyskach panamerykańskich w 2023. Srebrny medalista mistrzostw panamerykańskich w 2022. Brązowy medalista igrzysk Ameryki Środkowej i Karaibów w 2023. Wicemistrz panamerykański kadetów w 2015 roku.